# Canton de Sarcelles-Sud-Ouest
Le canton de Sarcelles-Sud-Ouest est une ancienne division administrative française, située dans le département du Val-d'Oise et la région Île-de-France.

## Composition
Le canton de Sarcelles-Sud-Ouest était composé d'une fraction de la commune de Sarcelles.

## Représentation
Conseillers généraux de l'ancien canton de Sarcelles-Saint-Brice
| Période | Période | Identité           | Étiquette | Qualité                         |
| ------- | ------- | ------------------ | --------- | ------------------------------- |
| 1977    | 1979    | Raymond Lamontagne | DVD       | Directeur de maison de retraite |

Conseillers généraux du canton de Sarcelles-Sud-Ouest
| Période | Période          | Identité           | Étiquette | Qualité |
| ------- | ---------------- | ------------------ | --------- | --- |
| 1979    | 1993 (démission) | Raymond Lamontagne | RPR       | Retraité Député (1993-1997) Maire de Sarcelles (1983-1995)                                                                  |
| 1993    | 1998             | Maurice Allain     | RPR       | Adjoint au maire de Sarcelles                                                                                               |
| 1998    | 2015             | Didier Arnal       | PS        | Inspecteur des impôts Président du Conseil général (2008-2011) Député (2001-2002) Adjoint au maire de Sarcelles (1995-2002) |

## Démographie
| 1990   | 1999   | 2006   | 2011   | 2012   |
| ------ | ------ | ------ | ------ | ------ |
| 29 124 | 29 060 | 29 347 | 28 717 | 28 354 |